# جولیا گیلارد
جولیا ایلین گیلارد (به انگلیسی: Julia Eileen Gillard) (زادهٔ ۲۹ سپتامبر ۱۹۶۱ در ولز، بریتانیا) سیاست‌مدار استرالیایی است.

## زندگی

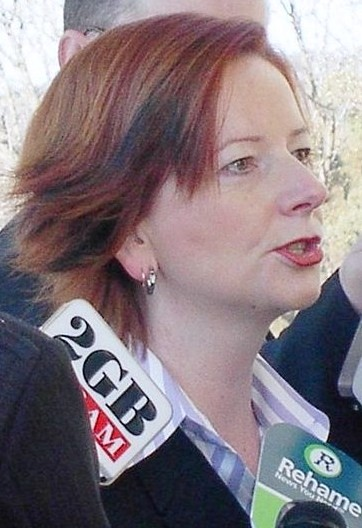

او که در دو دانشگاه آدلاید و ملبورن تحصیل کرده در سال ۱۹۸۶ از دانشگاه ملبورن فارغ‌التحصیل شده‌است.
جولیا گیلارد از سال ۲۰۰۶ با تیم متیسون، شریک زندگی‌اش، زندگی می‌کند ولی هنوز ازدواج نکرده‌است. وی خود را شخصی غیر مذهبی معرفی کرده‌است. گیلارد از این نظر که به صراحت در مورد زندگی شخصی خود صحبت می‌کند در ردیف سیاست‌مداران نوظهوری محسوب می‌شود که سنت‌های خانوادگی استرالیا را به چالش کشیده‌اند.
او در سال ۲۰۱۰ به عنوان بیست و هفتمین نخست‌وزیر استرالیا انتخاب و اولین نخست‌وزیر زن تاریخ این کشور شد.